# Batalion Saperów Nr 10 (austro-węgierski)
Batalion Saperów Nr 10 (SB. 10) – oddział saperów cesarskiej i królewskiej Armii.

## Historia batalionu
Z dniem 1 października 1912 roku, w Przemyślu (10 Korpus), został sformowany Batalion Saperów Nr 10. W skład oddziału została włączona 4. i 5. kompania Batalionu Pionierów Nr 9 z Krakowa oraz 5. kompania Batalionu Pionierów Nr 10 z Przemyśla. Batalion został podporządkowany komendantowi miejscowej 47 Brygady Piechoty, należącej do 24 Dywizji Piechoty. Batalion zajmował koszary przy ul. Czarnieckiego 63, w dzielnicy Garbarze.
W czerwcu 1914 roku struktura narodowościowa żołnierzy batalionu kształtowała się następująco: Polacy – 50%, Niemcy – 30%, inni – 20%.

## Kadra
Komendanci batalionu
- mjr / ppłk Joseph Hněvkovský (od 1912[7][8][9])

Oficerowie
- por. Tadeusz Kutrzeba
- por. rez. Roman Bierówka
- por. rez. Jan Hackbeil